# Schizomus formicoides
Espèce
Schizomus formicoides est une espèce de schizomides de la famille des Hubbardiidae.

## Distribution
Cette espèce est endémique du Sri Lanka,. Elle se rencontre dans les environs de Colombo au Sri Lanka.

## Description
La femelle holotype mesure 3,48 mm.

## Publication originale
- (en) E. F. W. Fernando, « A new species of Schizomus (Trithyreus) from Ceylon », Annals and Magazine of Natural History, Londres, Taylor & Francis, vol. 10, no 109,‎ 1957, p. 13-16 (ISSN 0374-5481, OCLC 1481361, DOI 10.1080/00222935708655920, lire en ligne).